# Liste der Kulturgüter in Melchnau
Die Liste der Kulturgüter in Melchnau enthält alle Objekte in der Gemeinde Melchnau im Kanton Bern, die gemäss der Haager Konvention zum Schutz von Kulturgut bei bewaffneten Konflikten, dem Bundesgesetz vom 20. Juni 2014 über den Schutz der Kulturgüter bei bewaffneten Konflikten sowie der Verordnung vom 29. Oktober 2014 über den Schutz der Kulturgüter bei bewaffneten Konflikten unter Schutz stehen.
Objekte der Kategorie A und B sind vollständig in der Liste enthalten, Objekte der Kategorie C fehlen zurzeit (Stand: 20. März 2024). Unter übrige Baudenkmäler sind geschützte Objekte zu finden, die im Bauinventar des Kantons Bern als «schützenswert» verzeichnet sind.

## Kulturgüter
| Foto | | Objekt                                                    | Kat. | Typ | Standort                                                   | Beschreibung |
| ---- | --------------------------------------------------------------------------------------------------- | --------------------------------------------------------- | ---- | --- | ---------------------------------------------------------- | --- |
| BW   | Datei hochladen · Wikidata zu Stock des Birlihofs (Q19362658)                                       | Stock des Birlihofs KGS-Nr.: 09206                        | A    | G   | Birlihof 121a 630501 / 225514                              | Der 1814/15 erbaute herrschaftliche Fachwerkbau auf gemauertem Erdgeschoss und hohem Kellersockel besitzt Stichbogen-Wandöffnungen und Fensterbänke in spätbarocker Tradition. Die Fassade mit der Ründe ist mit vornehm wirkenden Malereien verziert. Beiden Traufseiten entlang ziehen sich Lauben mit Balustern. |
| BW   | Datei hochladen · Wikidata zu Käserstock (Q19362657)                                                | Käserstock KGS-Nr.: 09207                                 | A    | G   | Dorfstrasse 78 631284 / 225755                             | 1756 erbauter, repräsentativer Putzbau mit reichen Sandsteingliederungen unter Mansarddach, deren dreiachsige Giebelfassade durch eine gedrückte Ründe abgeschlossen wird. Das nach dem Chronisten Jakob Käser benannte Haus besitzt zwei symmetrische Stichbogen-Eingänge, die durch geschweifte Blendfelder mit den Fenstern mit Obergeschoss verbunden sind. |
| ja   | Datei hochladen · Wikidata zu Burgruine Grünenberg (Q1156041)                                       | Burgruine Grünenberg KGS-Nr.: 01066                       | B    | G   | Schlossberg N.N. 631801 / 225420                           | Ruine einer Höhenburg auf dem Schlossberg. Die im 12. Jahrhundert erbaute Stammburg der Freiherren von Melchnau wurde ab dem 15. Jahrhundert dem Verfall überlassen. Sichtbar sind konservierte Reste der Ringmauer und des Bergfrieds sowie die Ruine der Burgkapelle, die durch einen modernen Pavillon geschützt wird. |
| ja   | Datei hochladen · Wikidata zu Reformierte Kirche, Pfarrhaus, Pfrundscheune und Speicher (Q29673396) | Reformierte Kirche, Pfarrhaus und Speicher KGS-Nr.: 01067 | B    | G   | Kirchfeldstrasse 2, 4 / Moosackerstrasse 3 631576 / 225455 | Das 1709 anstelle eines Vorgängerbaus aus dem frühen 16. Jahrhundert errichtete Kirchengebäude besteht aus einem dreiseitig geschlossenen Predigtsaal unter Satteldach mit einem Dachreiter in Giebelnähe. Die Innenausstattung ist spätgotisch und frühbarock; sie umfasst auch einen Wappenscheibenzyklus. Daneben stehen der 1954 nach einem Brand rekonstruierte Pfrundspeicher sowie das zwischen 1749 und 1751 erbaute Pfarrhaus, ein herrschaftlich wirkender Massivbau mit Walmdach und Treppengiebel. |
| ja   | Datei hochladen · Wikidata zu Salzmann-Haus mit Stöckli (Q29673411)                                 | Salzmann-Haus mit Stöckli KGS-Nr.: 01068                  | B    | G   | Moosackerstrasse 2 631597 / 225366                         | Das 1818 erbaute Bauernhaus ist ein anspruchsvoller Ständerbohlenbau unter Dreiviertelwalmdach. Die Instrumentierung des Wohnteils ist nahezu ursprünglich erhalten. Im Westen breit gelagerte, prachtvolle Hauptfassade mit profilierter Fensterbank über Fachwerkbrüstung und mit Lauben. |

## Übrige Baudenkmäler
Hinweis: Anstelle der KGS-Nummer wird als Objekt-Identifikator (ID) die Grundstücksnummer verwendet.
| ID      | Foto |                 | Objekt                                  | Typ | Standort                                              | Beschreibung |
| ------- | ---- | --------------- | --------------------------------------- | --- | ----------------------------------------------------- | ------------ |
| 4       | ja   | Datei hochladen | Pfrundspeicher (frühes 19. Jh.)         | G   | Moosackerstrasse 3a 631597 / 225440                   |              |
| 41      | ja   | Datei hochladen | Schulhaus (1879)                        | G   | Dorfstrasse 95 631437 / 225610                        |              |
| 41      | ja   | Datei hochladen | Polenbrunnen (1940)                     | K   | Dorfstrasse N.N. 631433 / 225596                      |              |
| 220     | BW   | Datei hochladen | Speicher (1746)                         | G   | Gibel 13b 631771 / 224451                             |              |
| 224     | BW   | Datei hochladen | Stöckli (1822)                          | G   | Feldstrasse 6 631592 / 225809                         |              |
| 235     | BW   | Datei hochladen | Grueberhaus (1774)                      | G   | Reisiswilstrasse 5 631445 / 225100                    |              |
| 286     | BW   | Datei hochladen | Oeli-Stöckli (1831)                     | G   | Oeliweg 8 631166 / 226159                             |              |
| 306     | BW   | Datei hochladen | Bauernhaus (1769–1771)                  | G   | Birlihof 121 630457 / 225498                          |              |
| 343     | BW   | Datei hochladen | Bauernhaus (1786)                       | G   | Dorfstrasse 53 631150 / 226033                        |              |
| 352     | BW   | Datei hochladen | Bauernhaus (1819)                       | G   | Dorfstrasse 104 631432 / 225414                       |              |
| 402 ff. | ja   | Datei hochladen | Ehemalige Taverne / Bauernhaus (1558)   | G   | Hausackerweg 1, 3 / Madiswilstrasse 4 631232 / 225680 |              |
| 473     | BW   | Datei hochladen | Wohnhaus mit Schreinerei (Ende 19. Jh.) | G   | Dorfstrasse 99 631421 / 225503                        |              |
| 480 ff. | BW   | Datei hochladen | Ehemaliges Bauernhaus (17. Jh.)         | G   | Hausackerweg 2 / Madiswilstrasse 2 631263 / 225719    |              |
| 754     | ja   | Datei hochladen | Neuenschwander-Speicher (1803)          | G   | Stämpfligasse 13 631197 / 225541                      |              |
| 872     | BW   | Datei hochladen | Stöckli (1831)                          | G   | Häisiwil 122a 629924 / 225181                         |              |
| 874     | BW   | Datei hochladen | Bauernhaus (1803)                       | G   | Häisiwil 122 629948 / 225214                          |              |
| 935     | ja   | Datei hochladen | Ehemaliges Bauernhaus (1812)            | G   | Lerchenweg 1 631366 / 225255                          |              |
| 953     | ja   | Datei hochladen | Wohnstock (1813)                        | G   | Dorfstrasse 119 631500 / 225182                       |              |
| 959     | ja   | Datei hochladen | Bauernhaus (1784)                       | G   | Möösliweg 5 630673 / 225270                           |              |